# Shady Acres Entertainment
Shady Acres Entertainment es una productora fundada en 2000 por el productor y director Tom Shadyac. Tiene su sede en Universal Studios. Se toma de su apellido, Shadyac, que se separó y se convirtió en dos palabras "Shady" y "Acres". Shady Acres firmó un acuerdo de producción con Universal para producir películas, mientras que su única serie de televisión fue coproducida por Touchstone Television (ahora ABC Studios).

## Filmografía
- Dragonfly (2002)
- Bruce Almighty (2003)
- Accepted (2006)
- I Now Pronounce You Chuck and Larry (2007)
- Evan Almighty (2007)

## Serie de televisión
- 8 Simple Rules for Dating My Teenage Daughter (2003)